# Craps
Craps är ett tärningsspel som är ett synnerligen populärt hasardspel i USA, och som är känt världen över från amerikanska gangsterfilmer och krigsromaner. Vid spel i privata sammanhang utgörs spelutrustningen av enbart två tärningar; vid spel på kasinon tillkommer ett speciellt spelbord, marker och annan rekvisita.
Deltagarna turas om att vara shooter, det vill säga den som kastar tärningarna. Shootern satsar först ett valfritt belopp, som de övriga deltagarna kan sätta emot, och gör sedan ett öppningskast, kallat come out. Tre olika situationer kan uppkomma efter öppningskastet:
(1) Ögonsumman blir 7 eller 11. Spelaren har då gjort en natural och vinner insatserna.

(2) Ögonsumman blir 2, 3 eller 12. Detta kallas för craps och spelaren förlorar sin insats.

(3) Ögonsumman blir 4, 5, 6, 8, 9 eller 10. Det tal som slagits kallas för point (poäng). Spelaren ska fortsätta kasta, och vinner om samma poäng kommer upp igen innan talet 7 slås; övriga ögonsummor bortses ifrån. Kommer 7 upp innan poängtalet, förlorar spelaren och lämnar tärningarna vidare till nästa spelare i tur.
En av orsakerna till spelets popularitet är att alla deltagare är aktivt engagerade. Förutom att satsa på utfallet av öppningskastet kan deltagarna under spelets gång inbördes överenskomma om andra former av vad, till exempel om huruvida ett närmast följande kast ska eller inte ska resultera i en specifik ögonsumma.

Den vänstra sidan och mittpartiet på ett spelbord för craps. På bilden syns inte bordets högra sida, som är en spegelvänd motsvarighet till den vänstra.

## Craps som kasinospel
Vid spel i kasinomiljö används rektangulära bord, ungefär lika stora som biljardbord, på vilka insatserna placeras. Spelet handhas av fyra kasinoanställda per bord, men det är deltagarna själva som kastar tärningarna.
Det finns en mängd olika resultat att satsa på. Vissa ger bättre utdelning än andra, men det är naturligtvis kasinot som är vinnare i det långa loppet. Det vanligaste sättet att satsa är att lägga sin insats på pass line, och då vinner man om shootern vinner. En insats placerad på don't pass innebär att man vinner om shootern förlorar.